# Samlade singlar 2000–2010
Samlade singlar 2000–2010 är det första samlingsalbumet av den svenska popartisten Håkan Hellström, utgivet 23 juni 2010 av EMI på CD och vinyl. Samlingen består av samtliga 16 singlar utgivna 2000–2010, samt "Visa vid vindens ängar" från EP:n Luften bor i mina steg (2002). Albumet nådde som högst fjärde placering på den svenska albumlistan.
Omslaget är designat av Henrik Röstberg och föreställer Hellström hälsande på en ung kvinna iklädd sin karaktäristiska sjömanskostym. I samband med 10-årsjubileet gav man även ut en 7-tums vinylversion, i begränsad upplaga, av debutsingeln "Känn ingen sorg för mig Göteborg".

## Låtlista
| Nr  | Titel                                                                             | Kompositör                                     | Ursprungligt album                          | Längd |
| --- | --------------------------------------------------------------------------------- | ---------------------------------------------- | ------------------------------------------- | ----- |
| 1.  | Känn ingen sorg för mig Göteborg                                                  | Håkan Hellström                                | Känn ingen sorg för mig Göteborg            | 3:48  |
| 2.  | Ramlar                                                                            | Hellström                                      | Känn ingen sorg för mig Göteborg            | 3:17  |
| 3.  | En vän med en bil                                                                 | Hellström                                      | Känn ingen sorg för mig Göteborg            | 3:41  |
| 4.  | Nu kan du få mig så lätt                                                          | Hellström                                      | Känn ingen sorg för mig Göteborg            | 4:28  |
| 5.  | Kom igen Lena!                                                                    | Hellström                                      | Det är så jag säger det                     | 3:51  |
| 6.  | Den fulaste flickan i världen                                                     | Hellström, Björn Olsson                        | Det är så jag säger det                     | 3:18  |
| 7.  | Mitt Gullbergs kaj paradis                                                        | Hellström, Timo Räisänen                       | Det är så jag säger det                     | 3:37  |
| 8.  | En midsommarnattsdröm                                                             | Hellström                                      | Ett kolikbarns bekännelser                  | 3:46  |
| 9.  | Dom kommer kliva på dig igen                                                      | Hellström, Olsson                              | Ett kolikbarns bekännelser                  | 3:46  |
| 10. | Gårdakvarnar och skit                                                             | Hellström, Olsson                              | Ett kolikbarns bekännelser                  | 5:30  |
| 11. | 13 (Svensk tolkning av "Thirteen" av Big Star)                                    | Alex Chilton, Chris Bell                       | Nåt gammalt, nåt nytt, nåt lånat, nåt blått | 2:52  |
| 12. | Klubbland                                                                         | Hellström                                      | Nåt gammalt, nåt nytt, nåt lånat, nåt blått | 4:15  |
| 13. | Jag hatar att jag älskar dig och jag älskar dig så mycket att jag hatar mig       | Hellström                                      | Nåt gammalt, nåt nytt, nåt lånat, nåt blått | 5:16  |
| 14. | För en lång lång tid                                                              | Hellström, Johan Forsman, Christina Löwenström | För sent för edelweiss                      | 3:38  |
| 15. | Kär i en ängel                                                                    | Hellström, Olsson, Joakim Åhlund               | För sent för edelweiss                      | 4:20  |
| 16. | Jag vet inte vem jag är men jag vet att jag är din (Midway Down Version New Edit) | Hellström                                      | För sent för edelweiss                      | 3:34  |
| 17. | Visa vid vindens ängar                                                            | Mats Paulson                                   | Luften bor i mina steg                      | 5:14  |

## Produktion av samlingen
- Ulf Börjesson - redigering
- Björn Engelmann - mastering
- Göran Finnberg - mastering
- Henrik Röstberg - skivomslag
- Ismail Samie - arrangering
- Viktor Sundberg - fotografi
- Håkan Åkesson - mastering

## Listplaceringar
| Lista (2010) | Topplacering |
| ------------ | ------------ |
| Sverige      | 4            |